# Banna
Banna (Espiritu) ist eine Stadtgemeinde in der philippinischen Provinz Ilocos Norte. Im Jahre 2015 zählte sie 19.438 Einwohner.
Banna ist in folgende 20 Baranggays aufgeteilt:
| - Balioeg - Bangsar - Barbarangay - Binacag - Bomitog - Bugasi - Caestebanan - Caribquib - Catagtaguen - Crispina | - Hilario - Imelda - Lorenzo - Macayepyep - Marcos - Nagpatayan - Valdez - Sinamar - Tabtabagan - Valenciano |